# 델 헨더슨

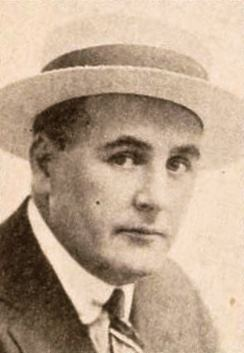

델 헨더슨(Dell Henderson, 1883년 7월 5일 ~ 1956년 12월 2일)은 캐나다의 배우, 각본가, 영화 감독, 영화배우이다.
할리우드에서 사망하였다. 사인은 심근 경색이다.

## 영화
- 스테이트 오브 더 유니온 (1948년)
- 빅 시티 (1948년)
- 잇 해펀드 인 브룩클린 (1947년)
- 그레이트 모건 (1946년)
- 애보트와 코스텔로 (1945년) - 벤슨 역
- 아틀란틱 시티 (1944년)
- 미트 더 피플 (1944년)
- 그리니치 빌리지 (1944년)
- 브로드웨이 리듬 (1944년)
- 두 베리 워즈 어 레이디 (1943년)
- 딕시 (1943년)
- 영 피플 (1940년)
- 이프 아이 해드 마이 웨이 (1940년)
- 러브 어페어 (1939년)
- 싱 유 시너스 (1938년)
- 더 걸 오브 더 골든 웨스트 (1938년)
- 아티스트 & 모델 (1937년)
- 내일을 위한 길 (1937년)
- 굽이도는 증기선 (1935년)
- 아이 파운드 스텔라 패리시 (1935년)
- 리틀 빅 샷 (1935년)
- 레몬 드롭 키드 (1934년)
- 이것이 선물 (1934년)
- 투 머치 하모니 (1933년)
- 더 선-도터 (1932년)
- 위스퍼 후피 (1930년)
- 히트 더 덱 (1930년)
- 쇼 피플 (1928년)
- 팻시 (1928년)
- 군중 (1928년)
- 인톨러런스 (1916년)
- 배관공 (1914년)